# 蒙特利尔中央车站

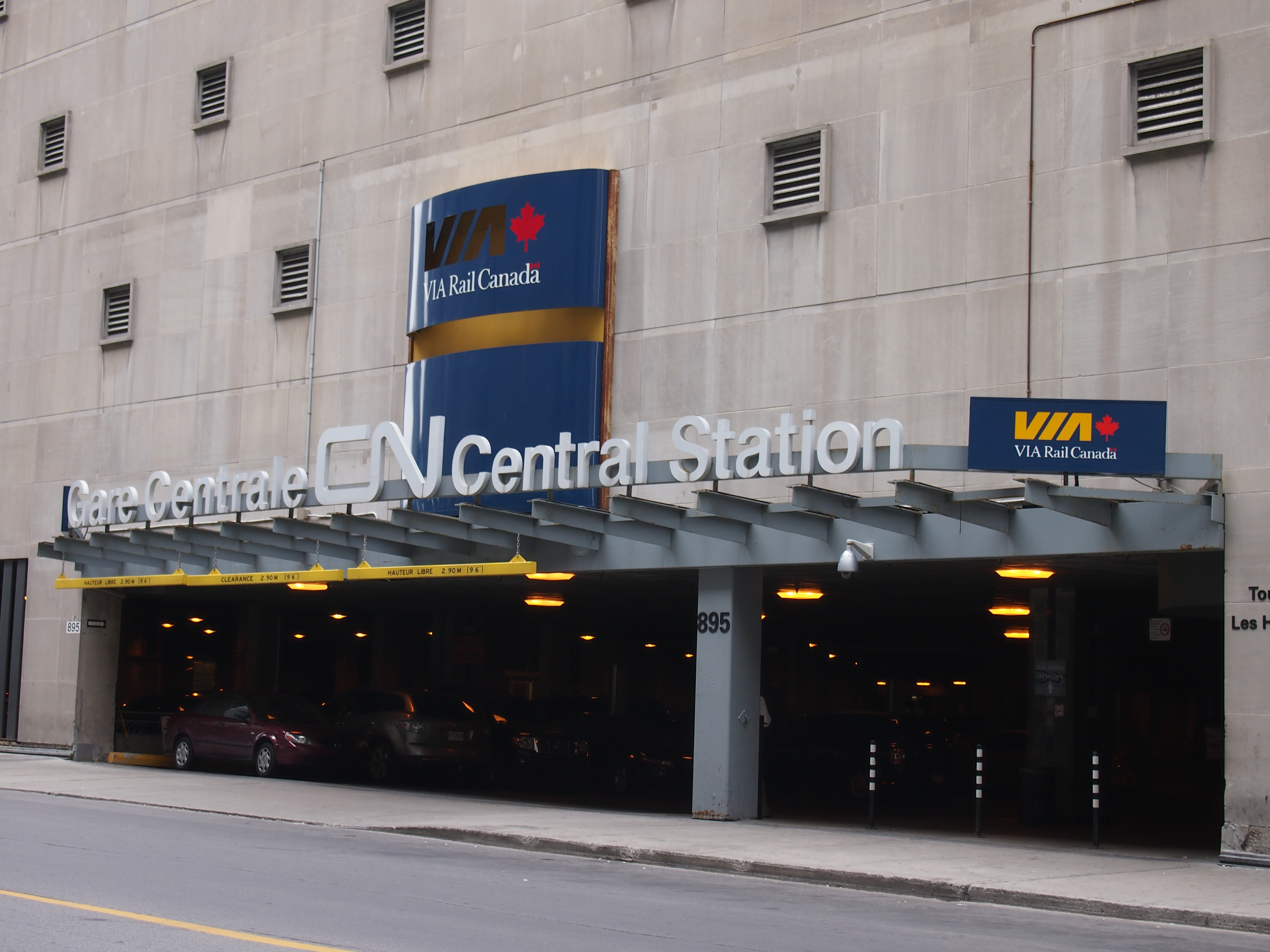
蒙特利尔中央车站

蒙特利尔中央车站（法語：Gare centrale de Montréal）是加拿大魁北克省蒙特利尔的主要鐵路車站，啟用於1943年，共有7座月台；包括維亞鐵路、美鐵及大都會交通局通勤鐵路均有列車在此站停靠。每年運量約一千一百萬人次，是繼多倫多聯合車站之後，加拿大第二繁忙的火車站。它的VIA代碼是MTRL，Amtrak代碼是MTR，而IATA代碼是YMY。

## 外部連結
- Via Rail station page for Montreal Central Station （页面存档备份，存于）
- RTM station page, Deux-Montagnes line
- Montreal Via & Amtrak Station (Train Web) （页面存档备份，存于）